# Kreis Gallarate
Der Kreis Gallarate (italienisch circondario di Gallarate) existierte 1859 bis 1927 in der italienischen Provinz Mailand.

## Gemeinden (1863)
- mandamento I di Busto Arsizio
  - Busto Arsizio; Cairate; Castegnate; Castellanza; Fagnano Olona; Gorla Maggiore; Gorla Minore; Legnano; Marnate; Nizzolina; Olgiate Olona; Prospiano; Sacconago; Solbiate Olona
- mandamento II di Gallarate
  - Albizzate; Arnate; Besnate; Bolladello; Caiello; Cardano; Cassano Magnago; Cassina Verghera; Cedrate; Crenna; Ferno; Gallarate; Ierago; Oggionna; Orago; Peveranza; Premezzo; Samarate; Solbiate sull’Arno
- mandamento III di Rhò
  - Arluno; Barbaiana; Casorezzo; Cornaredo; Garbatola; Lucernate; Nerviano; Parabiago; Passirana; Pogliano; Pregnana; Rhò; Vanzago
- mandamento IV di Somma Lombardo
  - Albusciago; Arzago; Caidate; Casale Litta; Casorate Sempione; Castelnovate; Cimbro; Corgeno; Crugnola; Cuvirone; Gola Secca; Menzago; Mezzana Superiore; Montonate; Mornago; Oriano sopra Ticino; Quinzano; San Pancrazio al Colle; Sesona; Sesto Calende; Somma Lombardo; Sumirago; Vergiate; Villa Dosia; Vinago; Vizzola Ticino
- mandamento V di Saronno
  - Canegrate; Caronno Milanese; Cassina Ferrara; Cassina Pertusella; Cerro Maggiore; Cislago; Gerenzano; Lainate; Origgio; Rescalda; Rescaldina; San Giorgio su Legnano; San Vittore; Saronno; Uboldo